# Fürstenberg/Havel
Fürstenberg/Havel ist eine Stadt an der Oberhavel und liegt im Norden Brandenburgs. Wegen der Vielzahl an Seen und Flüssen und Bächen, die die Stadt prägen, führt Fürstenberg auch die Zusatzbezeichnung Wasserstadt.
Das herzogliche Schloss von Architekt Julius Löwe, die Stadtkirche von Friedrich Wilhelm Buttel und weitere Baudenkmale sind markante Wahrzeichen des mecklenburg-strelitzschen Erbes. Die Mahn- und Gedenkstätte Ravensbrück erinnert an die Opfer des Konzentrationslagers Ravensbrück in der Zeit des Nationalsozialismus. Der Tourismus ist dank der Lage im Neustrelitzer Kleinseenland seit der Eröffnung der Berliner Nordbahn 1878 ein bedeutender Wirtschaftszweig der Stadt. Durch den Ortskern führt die vielbefahrene Bundesstraße 96 auf der Verbindung Berlin–Mecklenburgische Seenplatte–Ostseeküste.

## Geographie
Fürstenberg gehört überwiegend zum Naturraum des Neustrelitzer Kleinseenlandes. Im Südosten hat die Stadt Anteil am Naturraum der Granseer Platte. Das Gebiet Fürstenbergs wird von Westen nach Südosten von der Havel durchflossen. Größte Seen sind der Stolpsee (3,7 km²) am Rand der Himmelpforter Heide und der Thymensee (1,1 km²). Der Große Wentowsee (2,8 km²) gehört teilweise zum Stadtgebiet. Das Stadtzentrum wird von Baalensee, Röblinsee und Schwedtsee umschlossen und von der Havel in vier Läufen durchflossen. Der südliche Schifffahrtskanal und der Iserdiek genannte nördliche Havellauf begrenzen den Großen Werder, jene Insel, auf der die ursprüngliche Stadtsiedlung entstand.
Fürstenberg grenzt im Norden an die Gemeinden Godendorf und Wokuhl-Dabelow in Mecklenburg-Vorpommern, im Osten an die Städte Lychen und Templin im Landkreis Uckermark, im Süden an die Städte Zehdenick und Gransee und an die Gemeinden Großwoltersdorf und Stechlin sowie im Westen an die Stadt Wesenberg und die Gemeinde Priepert in Mecklenburg-Vorpommern.

## Stadtgliederung
Fürstenberg gliedert sich in ein ortsteilfreies Kerngebiet sowie in acht Ortsteile, die aus den im Jahr 2003 eingegliederten Gemeinden gebildet wurden. Innerhalb von Kerngebiet und Ortsteilen sind neun bewohnte Gemeindeteile und 16 Wohnplätze ausgewiesen. Das Kerngebiet besteht in seinem nördlichen Teil aus dem Gebiet der 1950 eingegliederten brandenburgischen Gemeinde Ravensbrück und in seinem südlichen Teil aus dem ursprünglichen, bis 1950 mecklenburgischen Stadtgebiet von Fürstenberg. Die ehemalige Grenze zwischen Ravensbrück und dem ursprünglichen Fürstenberg verläuft vom Röblinsee entlang der Forststraße zum Schwedtsee.
| Gebiet/Ortsteil           | Einwohner (2019) | Fläche in km² (2019) | Bewohnte Gemeindeteile                         | Wohnplätze                                                                      |
| ------------------------- | ---------------- | -------------------- | ---------------------------------------------- | ------------------------------------------------------------------------------- |
| Kerngebiet (ortsteilfrei) | 3957             | 61,63                | –                                              | Drögen Forsthaus Altthymen Neuthymen Ravensbrück Röblinsee-Siedlung Tiefenbrunn |
| Altthymen                 | 0112             | 09,01                | –                                              | Bartelshof Dahmshöhe                                                            |
| Barsdorf                  | 0108             | 19,50                | Qualzow                                        | –                                                                               |
| Blumenow                  | 0181             | 13,50                | Boltenhof                                      | –                                                                               |
| Bredereiche               | 0595             | 22,67                | –                                              | Fünfruten Grenzschleuse Morgenland                                              |
| Himmelpfort               | 0448             | 29,66                | –                                              | Kastaven Pian Woblitz                                                           |
| Steinförde                | 0128             | 22,68                | Großmenow Kleinmenow Schönhorn Steinhavelmühle | –                                                                               |
| Tornow                    | 0181             | 27,16                | Neubau Neutornow Ringsleben                    | –                                                                               |
| Zootzen                   | 0195             | 06,74                | –                                              | Buchengarten Regelsdorf                                                         |

## Geschichte

### Vor- und Frühgeschichte
Das Zentrum der heutigen Stadt Fürstenberg war bereits vor rund 3000 Jahren besiedelt; dies zeigen Keramikscherben, die im Jahre 2008 bei archäologischen Grabungen im Bereich der Burg gefunden wurden. Slawische Funde im Stadtgebiet sowie südöstlich der Stadt auf dem Siggelkamp verweisen auf eine vordeutsche slawische Besiedlung dieses siedlungstopographisch günstigen Geländes.

### Mittelalter

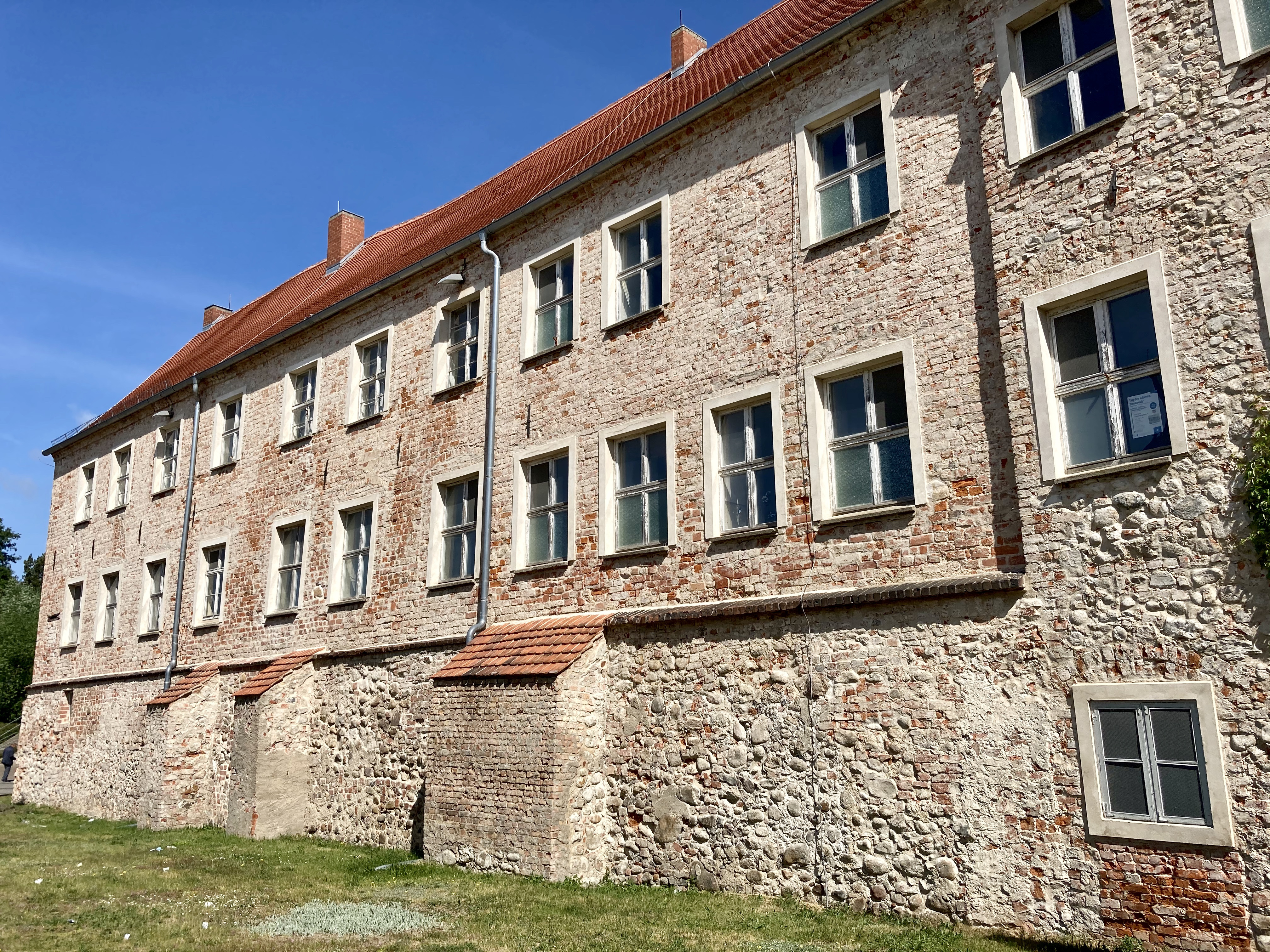
Südflügel der Alten Burg

Fürstenberg selbst wurde erstmals 1287 in Zusammenhang mit einer Stiftung für die Kirche und 1318 als Stadt erwähnt. Die askanischen Markgrafen von Brandenburg nahmen in der ersten Hälfte des 13. Jahrhunderts das Fürstenberger Gebiet in Besitz. Sie ließen eine Burg, die 1333 zum ersten Mal erwähnt wurde, als vorgeschobenen Stützpunkt errichten. In deren Schutz entstand eine deutsche Ansiedlung, die 1305 als „Vorstenberge“ und 1318 als „Vorstenberch“ erwähnt wird. Mittelniederdeutsch vörste, vürste bedeutet „Fürst, Herrscher; vorderst, äußerst“. Willich interpretiert den Namen in ihrer namenkundlichen Untersuchung als „Berg des Fürsten“.
Mit dieser günstig am schiffbaren Oberlauf der Havel gelegenen Siedlung schlossen die Markgrafen zum einen die geographische Lücke zwischen ihrer Anfang des 13. Jahrhunderts erworbenen Herrschaft Stargard und Ländereien auf dem Barnim, die sie gleichzeitig mit einer Nord-Süd gerichteten Straße verbanden; zum anderen fassten sie damit im ursprünglich slawisch besiedelten Fürstenberg Fuß. Die Entstehungszeit der Burg mit Grenzschutzfunktion ist bis heute ebenso wenig geklärt wie die Entstehungszeit der Stadt oder die Anlage der Stadtbefestigung. Die Stadtbefestigung umschließt dabei die Siedlung am Fuß der am Nordausgang der Stadt gelegenen Burg und zieht mit einem kreisförmigen Grundriss von etwa 400 Metern Durchmesser entlang einer Nord-Süd gerichteten Hauptstraße; das übliche Gitterschema der Kolonisationsstädte ist dabei nicht streng eingehalten. Die Lage der im 19. Jahrhundert beräumten Stadtmauer ist noch in den Flurbezeichnungen In den Wällen, Wallstraße und Wallgasse bezeugt.
Die ursprünglichen zwei Stadteingänge, das im Norden in Richtung Strelitz gelegene Strelitzer Tor und das im Süden in Richtung Zehdenick (bzw. Berlin) gelegene Zehdenicker Tor (bzw. Berliner Tor) sind nicht mehr erhalten. Die militärtopographisch günstige Lage der Stadt – an drei Seiten von Seen und der Havel umgeben – erlaubte die Absicherung im Westen lediglich über einen Palisadenzaun, der in Höhe der Bahnhofstraße mit einem Schlagbaum – dem Mühlentor – versehen war. Gesicherte archäologische Erkenntnisse zur Stadtbefestigung und deren Bebauungsumfeld liegen bisher nicht vor. Bei beiden Toren – dem Strelitzer Tor und dem Zehdenicker Tor – handelte es sich um in Fachwerkbauweise mit Überhaus gefertigte Tore, die u. a. als Zollstation dienten.

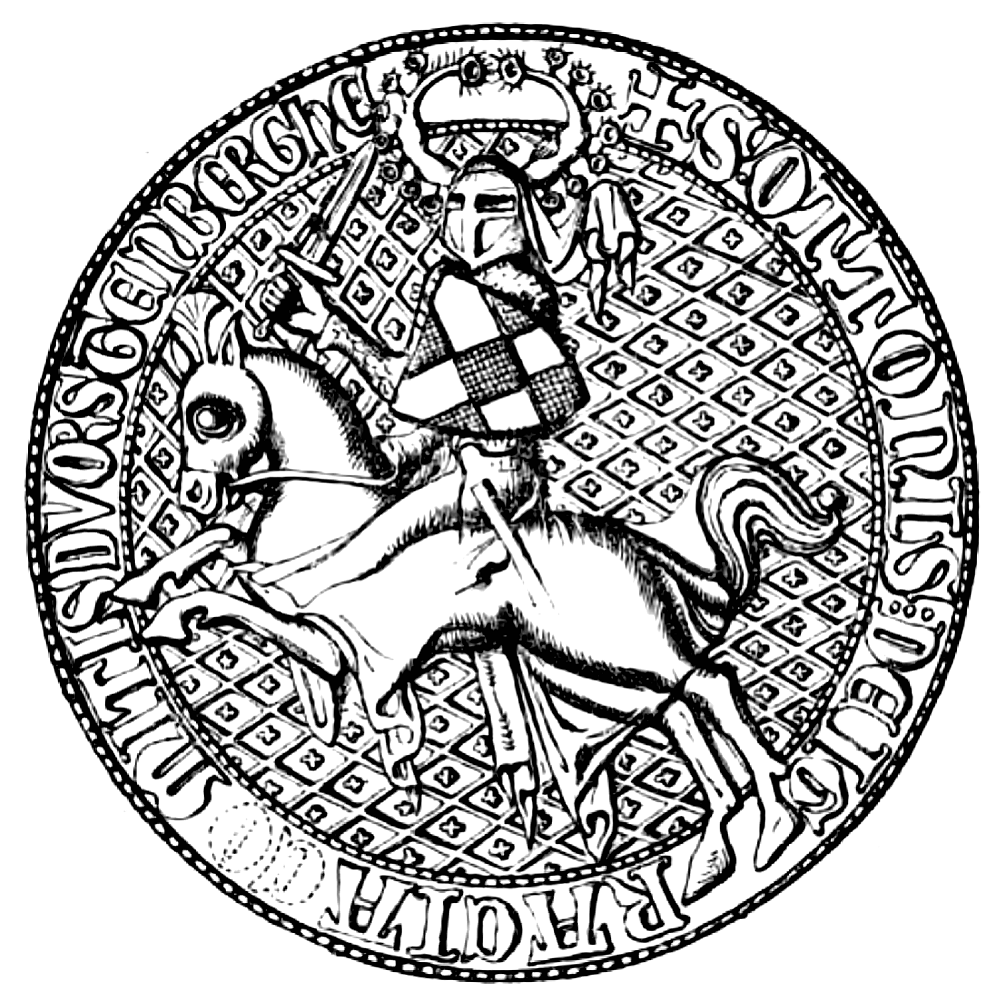
Reitersiegel von 1349 des Otto von Dewitz, Graf von Fürstenberg

Fürstenberg kam 1348 mit dem Fürstenberger Werder in die Hände der Herren von Mecklenburg und wurde dessen Hauptort. Diese belehnten Otto und Ulrich von Dewitz mit den Ämtern Fürstenberg/Havel und Strelitz. Als Kaiser Karl IV. in demselben Jahr die Herrschaft Mecklenburg zum Reichslehen erhob, wurden Otto und Ulrich vom Kaiser mit dem Titel Grafen von Fürstenberg („greve tho Vorstenberghe“) in den Grafenstand erhoben. Da die Herren von Dewitz in den Rügischen Erbfolgekriegen den Herzögen von Pommern im Kampf gegen Mecklenburg beistanden, wurden ihre mecklenburgischen Lehen eingezogen. Die gräfliche Würde wurde erst im Jahr 1363 nach der Ansiedlung in Pommern abgelegt. Fürstenberg wurde Landstadt in Mecklenburg und als solche Teil der Städte im Stargardschen Kreis, die bis 1918 auf mecklenburgischen Landtagen der 1523 vereinten Stände vertreten waren.

### Neuzeit
Im Dreißigjährigen Krieg fanden um Fürstenberg Kämpfe unter Beteiligung schwedischer Truppen statt. Bei archäologischen Grabungen im Umfeld der Burg Fürstenberg wurde 2008 ein auf das Jahr 1638 datierter, aus Münzen und Schmuck bestehender Goldschatz gefunden. Die Münzen, deren jüngste eine Prägung von 1633 war, stammen aus Pommern, Holland, England, Spanien, Venedig und aus dem arabischen Raum. Dieser Goldschatz stellte 1638 den Gegenwert eines Rittergutes dar, umgerechnet auf die heutige Zeit betrüge sein Wert etwa 600.000 €.
Durch den Hamburger Vergleich von 1701 wurde Fürstenberg Teil von Mecklenburg-Strelitz.

### Industrialisierung und Moderne

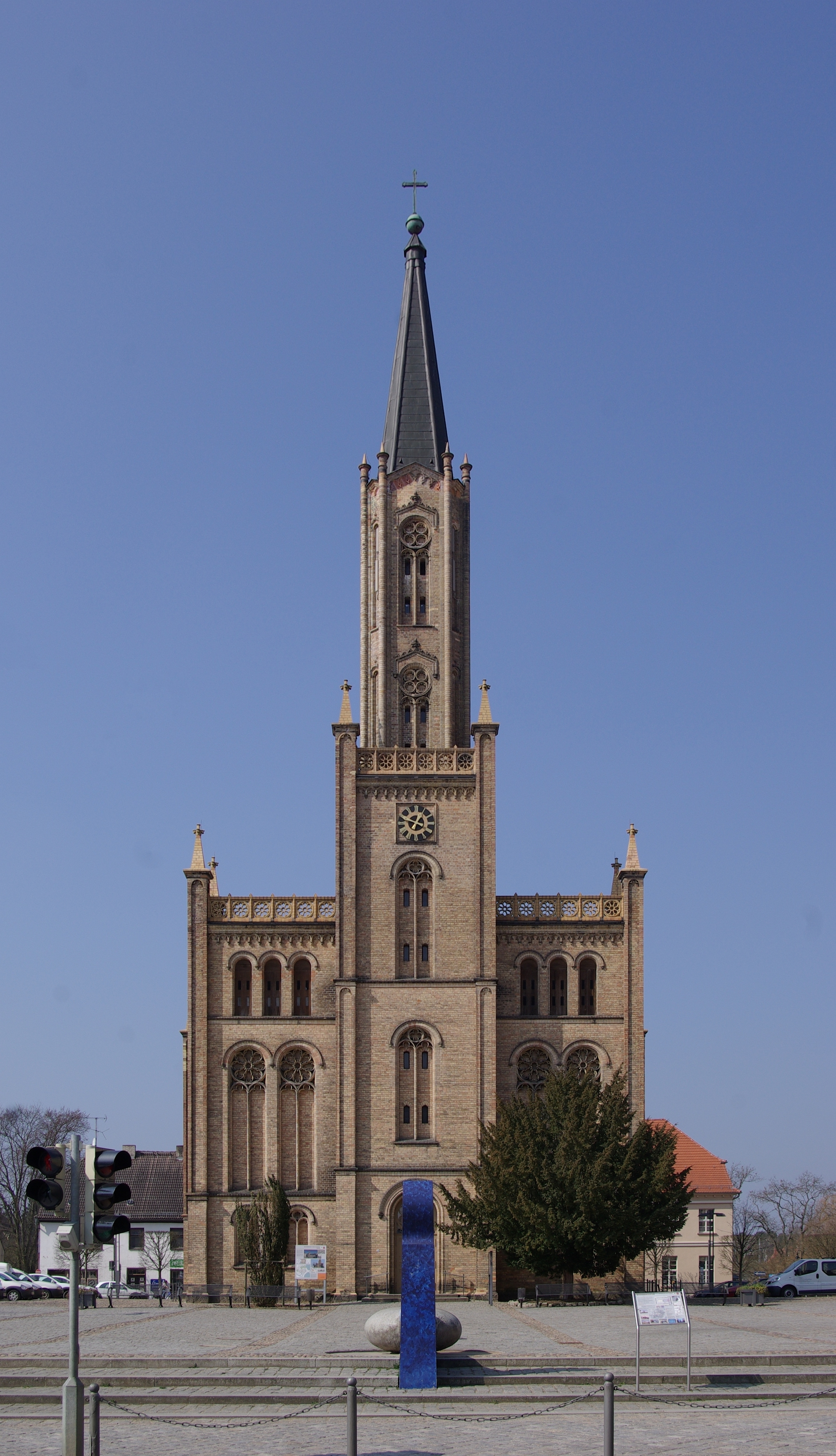
Stadtkirche Fürstenberg

Im Jahr 1845 wurde die das Stadtbild seitdem dominierende Stadtkirche Fürstenberg unter Anleitung des Mecklenburg-Strelitzschen Hofbaumeisters Friedrich Wilhelm Buttel erbaut.
Im 20. Jahrhundert erlebte Fürstenberg einen industriellen Aufschwung. Die Stadt erhielt 1877 ihren Bahnhof an der Berliner Nordbahn. Aufgrund der landschaftlich reizvollen Lage und in Verbindung mit dem zunehmenden Fremdenverkehr entwickelte sich die Stadt zum Luftkurort. Ab 1879 bestand das Amtsgericht Fürstenberg/Havel.
In der Zeit des Nationalsozialismus befand sich seit 1941/42 im mecklenburgischen Fürstenberg die Sicherheitspolizeischule Drögen, in der Angehörige der Geheimen Staatspolizei (Gestapo) und der Kriminalpolizei ausgebildet wurden. Im Zusammenhang mit dem Attentat vom 20. Juli 1944 wurden hier Verdächtigte verhört. Die Sicherheitspolizeischule bildete zugleich ein Außenlager des KZ Ravensbrück, das 1938/39 in der unmittelbar nördlich angrenzenden brandenburgischen Gemeinde Ravensbrück errichtet worden war.
Fürstenberg wurde 1945 von der Roten Armee eingenommen. Zum 1. Juli 1950 wurde die Stadt zusammen mit den übrigen Gemeinden des Fürstenberger Werders aus dem Land Mecklenburg in das Land Brandenburg umgegliedert und dem Landkreis Templin zugeordnet. Am 15. Oktober 1950 wurde die Gemeinde Ravensbrück mit 1078 Einwohnern nach Fürstenberg eingemeindet. Anschließend sollte die Stadt zum mahnenden Andenken an das ehemalige Frauenkonzentrationslager in Fürstenberg-Ravensbrück oder Ravensbrück umbenannt werden. Nach Protesten in der Stadt wurde 1951 schließlich auf eine Umbenennung verzichtet. Seit der Verwaltungsreform von 1952 gehörte Fürstenberg zum Kreis Gransee im Bezirk Potsdam. In einem Teilbereich des ehemaligen Konzentrationslagers wurde 1959 die Nationale Mahn- und Gedenkstätte Ravensbrück eröffnet.
In der Zeit des Kalten Krieges war Fürstenberg Standort verschiedener Verbände der Gruppe der Sowjetischen Streitkräfte in Deutschland. In den Jahren 1958/59 waren in der Stadt mit Kernwaffen bestückte Mittelstreckenraketen des Typs R-5M mit einer Reichweite von 1.200 Kilometern stationiert. Um 1989/90 war Fürstenberg Standort der 2. Garde-Panzerarmee, der 3. Garde-Spezialaufklärungsbrigade, der 118. Brigade Materielle Sicherstellung, des 5. Nachrichtenregiments, des 60. Motorisierten Schützenregiments und des 52. Funktechnisches Bataillons.

### Seit 1990
Mit der deutschen Wiedervereinigung am 3. Oktober 1990 wurde Fürstenberg Teil des neugebildeten Landes Brandenburg. Die Stadt wurde seit dem 21. Juli 1992 durch das Amt Fürstenberg verwaltet und gehört seit 1993 zum Landkreis Oberhavel. Die Verbände der ehemals sowjetischen, nunmehr russischen Streitkräfte wurden 1993/94 abgezogen.
Am 26. Oktober 2003 wurde das Amt Fürstenberg aufgelöst und die Gemeinden Altthymen, Barsdorf, Blumenow, Bredereiche, Himmelpfort, Steinförde, Tornow und Zootzen wurden nach Fürstenberg eingemeindet.

## Bevölkerungsentwicklung
| Jahr | Einwohner |
| ---- | --------- |
| 1875 | 1 596     |
| 1890 | 1 896     |
| 1910 | 1 837     |
| 1925 | 3 293     |
| 1933 | 4 374     |
| 1939 | 5 089     |

| Jahr | Einwohner |
| ---- | --------- |
| 1946 | 6 601     |
| 1950 | 6 183     |
| 1964 | 6 095     |
| 1971 | 5 984     |
| 1981 | 5 499     |
| 1985 | 5 417     |

| Jahr | Einwohner |
| ---- | --------- |
| 1990 | 5 179     |
| 1995 | 4 892     |
| 2000 | 4.697     |
| 2005 | 6 716     |
| 2010 | 6 257     |
| 2015 | 5 854     |

| Jahr | Einwohner |
| ---- | --------- |
| 2020 | 5 782     |
| 2021 | 5 781     |
| 2022 | 5 809     |
| 2023 | 5 739     |
| 2024 | 5 741     |

Gebietsstand des jeweiligen Jahres, Einwohnerzahl: Stand 31. Dezember (ab 1990), ab 2011 auf Basis des Zensus 2011, ab 2022 auf Basis Zensus 2022

## Politik

### Stadtverordnetenversammlung

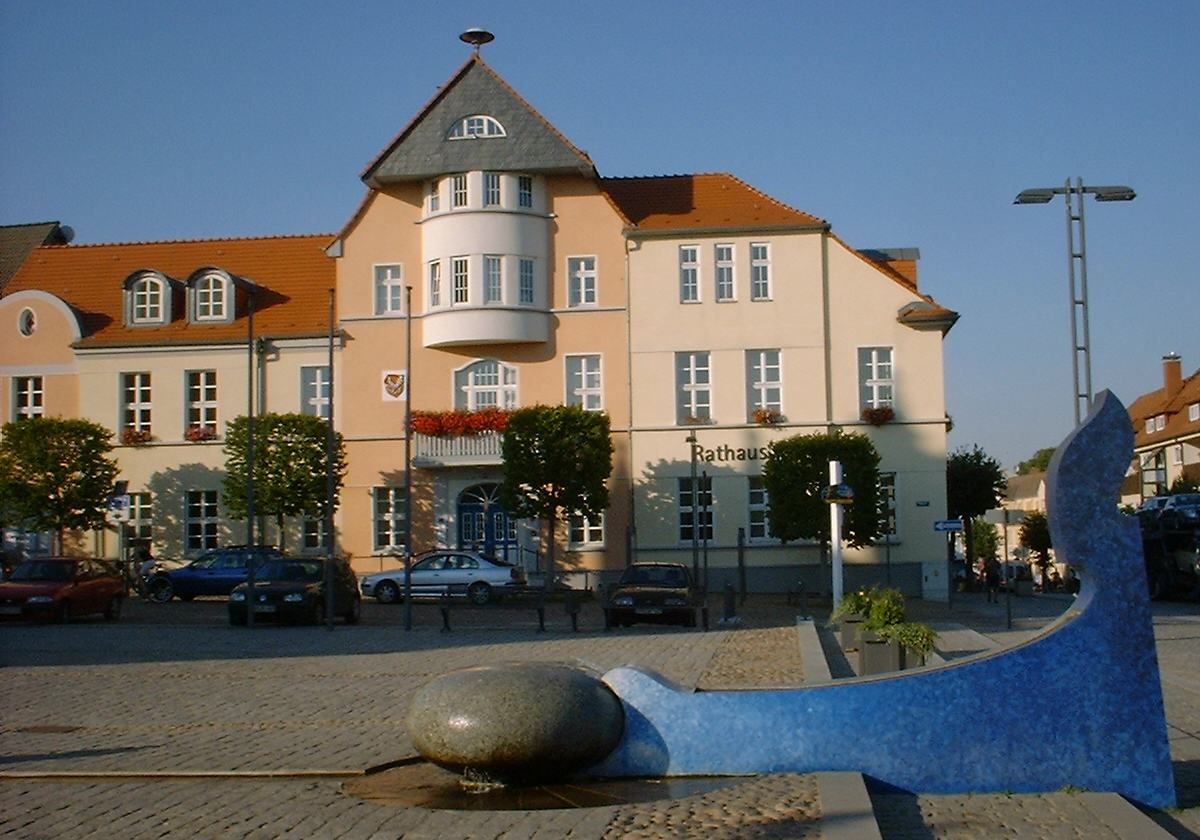
Rathaus am Marktplatz

Die Stadtverordnetenversammlung von Fürstenberg besteht aus 18 Stadtverordneten und dem hauptamtlichen Bürgermeister. Die Kommunalwahl am 9. Juni 2024 führte zu folgendem Ergebnis:
| Partei / Wählergruppe                       | Stimmenanteil 2019 | Sitze 2019 |  | Stimmenanteil 2024 | Sitze 2024 |
| ------------------------------------------- | ------------------ | ---------- |  | ------------------ | ---------- |
| AfD                                         | 16,0 %             | 3          |  | 25,3 %             | 5          |
| CDU                                         | 23,1 %             | 4          |  | 24,9 %             | 4          |
| Pro Fürstenberg und Ortsteile               | 09,8 %             | 2          |  | 08,1 %             | 1          |
| Die Linke                                   | 09,7 %             | 2          |  | 07,2 %             | 1          |
| Allianz für Fürstenberg und Ortsteile (AFO) | 17,9 %             | 3          |  | 06,3 %             | 1          |
| Gemeinschaft für die Ortsteile (GO)         | –                  | –          |  | 06,0 %             | 1          |
| Liste Vielfalt                              | –                  | –          |  | 05,9 %             | 1          |
| Sozial.Demokratisch.Liberal. (SPD/FDP)      | –                  | –          |  | 04,8 %             | 1          |
| Tierschutzpartei                            | 05,0 %             | 1          |  | 03,6 %             | 1          |
| Einzelbewerberin Ina Kuhlmann               | 03,8 %             | 1          |  | 03,2 %             | 1          |
| Bündnis 90/Die Grünen                       | 05,7 %             | 1          |  | 03,1 %             | 1          |
| Einzelbewerber Wolfgang Waldorf             | –                  | –          |  | 01,3 %             | –          |
| Einzelbewerberin Cornelia Sindern           | –                  | –          |  | 00,4 %             | –          |
| SPD                                         | 09,0 %             | 1          |  | –                  | –          |
| Insgesamt                                   | 100 %              | 18         |  | 100 %              | 18         |

### Bürgermeister
- 1998–2003: Gudrun Appel[22]
- seit 2003: Robert Philipp[23]

Philipp wurde am 1. September 2019 mit 55,9 % der gültigen Stimmen für eine weitere Amtszeit von acht Jahren gewählt.

### Wappen
| Wappen von Fürstenberg | Blasonierung: „In Rot ein silberner Frauenarm mit einer um den Unterarm geschlungenen silbernen Schleife und einem goldenen Ring in der Hand.“ |
| Wappen von Fürstenberg | Wappenbegründung: Ein Stadtsiegel aus dem Jahre der Ersterwähnung ist nicht erhalten. Mit Sicherheit aber führte die Stadt 1361 ein Siegel, das 1532 erneuert wurde, als Herzog Albrecht VII. den Rat beauftragte, „ein ehrlich Siegel zu unserer Stadt Nutz und Wohlfahrt“ machen zu lassen. Das Wappenbild zeigt den sogenannten „Stargarder Arm“, der an die Herrschaftszeit Heinrichs II. von Mecklenburg erinnert. Er verlieh Fürstenberg das Siegelzeichen zum Andenken an seine Gemahlin, die brandenburgische Markgrafentochter Beatrix, die 1292 von ihrem Vater das Land Stargard als Wittum erhielt. |

### Flagge
„Die Flagge ist Blau – Gelb (1:1) gestreift und mittig mit dem Stadtwappen belegt.“

### Dienstsiegel
Das Dienstsiegel zeigt das Landeswappen mit der Umschrift STADT FÜRSTENBERG/HAVEL • LANDKREIS OBERHAVEL.

### Städtepartnerschaften
Partnerstadt von Fürstenberg ist Geldern in Nordrhein-Westfalen.

## Sehenswürdigkeiten und Kultur

### Mahn- und Gedenkstätte Ravensbrück

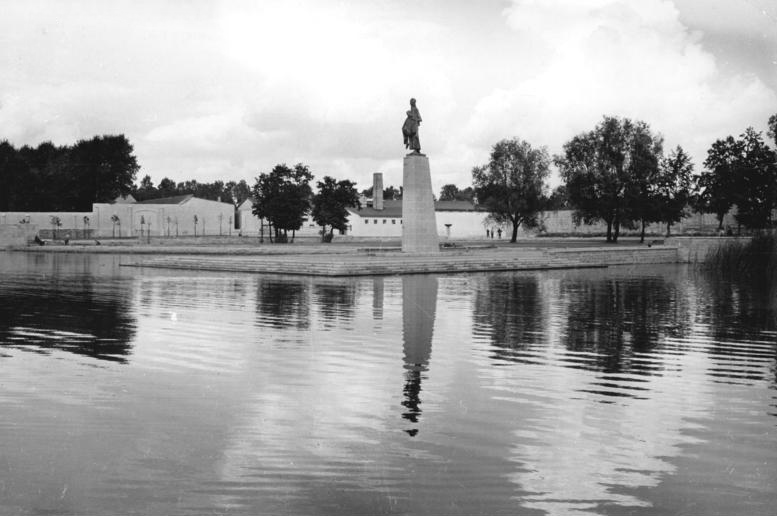
Mahn- und Gedenkstätte Ravensbrück mit der Skulptur Tragende

Am Rand des Geländes des ehemaligen Konzentrationslagers Ravensbrück wurde 1959 die Mahn- und Gedenkstätte Ravensbrück eingeweiht und später mehrfach erweitert. Seit 1993 wird sie von der Stiftung Brandenburgische Gedenkstätten getragen. Sie gehört zu den Gedenkstätten von nationaler und internationaler Bedeutung in Deutschland.

### Bauwerke

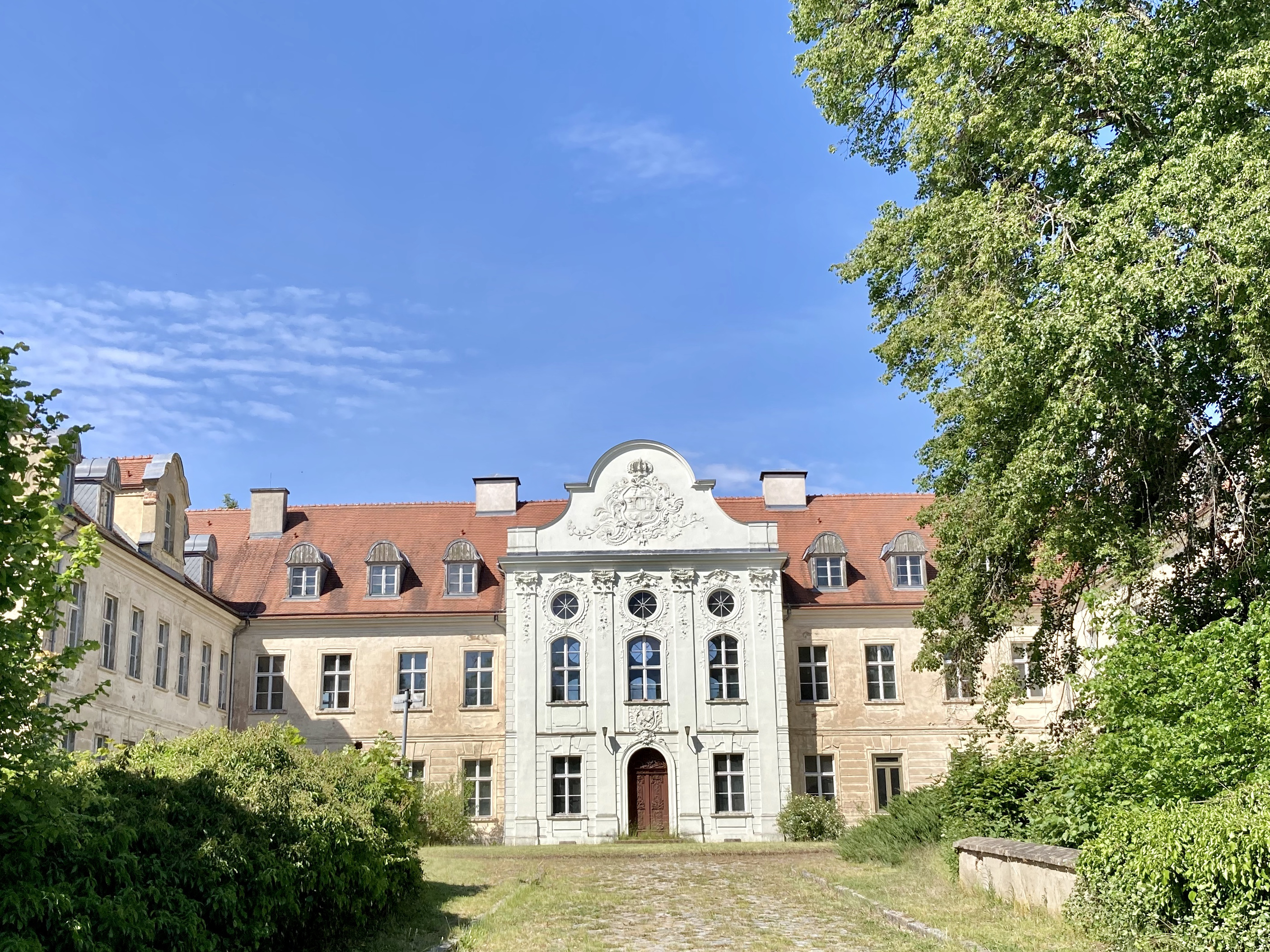
Ostfassade des Schlosses Fürstenberg

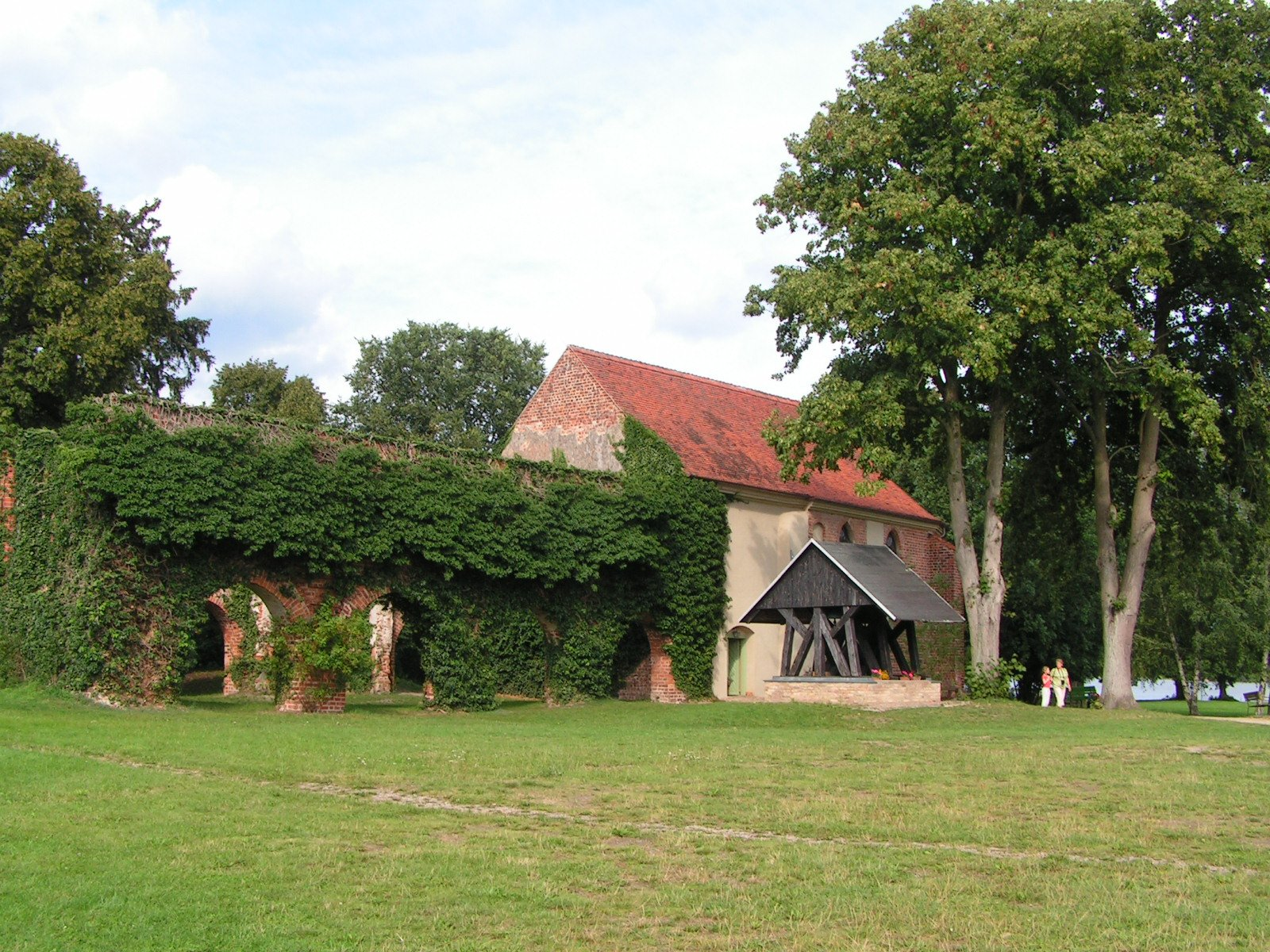
Ruine der Klosterkirche Himmelpfort mit der Pfarrkirche im Ostteil

Auf einer Insel nördlich des Altstadtkerns befindet sich das barocke Schloss Fürstenberg, das zwischen 1741 und 1752 nach Plänen des Baumeisters Christoph Julius Löwe als Witwensitz für eine mecklenburgische Herzogin errichtet wurde. Später diente es unter anderem als Sanatorium, Krankenhaus und Pflegeheim. Nach seit 2004 bestehendem Leerstand verkaufte die Stadt Fürstenberg im Jahr 2006 das Schloss, es soll ein Wellnesshotel darin entstehen. Seitdem fanden mehrere Teilsanierungen statt.
Weitere Sehenswürdigkeiten sind:
- Ruine des Klosters Himmelpfort mit Dorfkirche und Ruine des Brauhauses
- Weihnachtspostamt im Haus des Gastes in Himmelpfort
- Evangelische Stadtkirche am Marktplatz, 1845 vom Mecklenburg-Strelitzer Hofbaumeister Friedrich Wilhelm Buttel im neogotischen Stil erbaut
- Wasserburg Fürstenberg, ältestes Bauwerk der Stadt. Von den alten Gebäuden der Burg sind nur noch der Ost-, der Süd- und teilweise der Westflügel erhalten. Das derzeit leerstehende Gebäude ist baulich in einem schlechten Zustand und nicht zu besichtigen.
- Eisenbahnfähre Fürstenberg, Zehdenicker Straße, technisches Denkmal, einzige selbstfahrende Eisenbahnflussfähre Deutschlands und Europas im Fährbecken Süd mit Gleisanlage, Lokschuppen und Fähr-Diesellokomotive sowie gegenüber liegendem Fährbecken Nord. Die Fähre ist nicht in Betrieb. Die Besichtigung und das Betreten des Fährgeländes ist jederzeit möglich.
- Kriegerdenkmal für die Gefallenen des Ersten Weltkrieges mit Figur des Bildhauers Hans Dammann
- Sowjetisches Ehrenmal im Park am Bahnhof
- Wasserskulptur Vereisen – Schieben – Tauen – Fließen – Versickern, Denkmal für die landschaftsprägende Kraft der Eiszeit, von Hans-Oiseau Kalkmann und Jens Kalkmann im Rahmen der 41. Kontakt-Kunst-Aktion im Jahr 2000 vor dem Rathaus mit Beteiligung der Bevölkerung erstellt
- Industrieruine Behrnsche Mühle, ehemalige Dampfmühle des Betriebs Behrns. Nachdem ein Brand 1911 die ursprünglichen Produktionsstätten in der Bahnhofstraße vernichtet hatte, ließ Willy Behrns ab 1912 direkt am Röblinsee eine neue Anlage errichten.[27] Ab 1957 war die Anlage der VEB Kraftfuttermischwerk (KFM).[28] Derzeit existieren Pläne, die Anlage in ein Wohnquartier umzubauen. Das Projekt wird Hafencity Fürstenberg genannt.[29]

In der Liste der Baudenkmale in Fürstenberg/Havel sowie in der Liste der Bodendenkmale in Fürstenberg/Havel stehen die in der Denkmalliste des Landes Brandenburg eingetragenen Bau- bzw. Bodendenkmale.

## Wirtschaft und Infrastruktur

### Verkehr

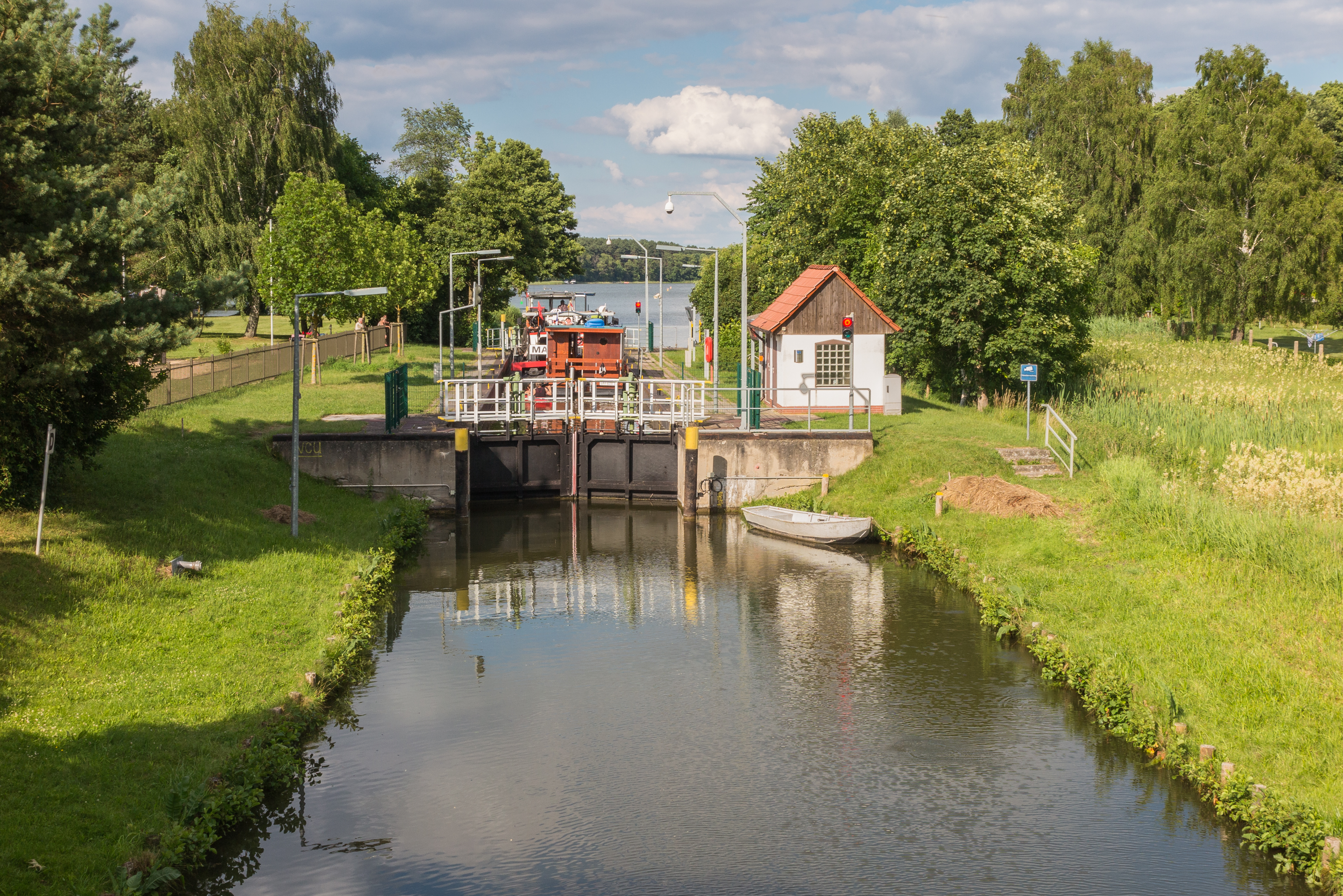
Schleuse Himmelpfort zwischen Stolpsee und Haussee

Durch Fürstenberg führt von Norden nach Süden die Bundesstraße 96 zwischen Neustrelitz und Gransee. Der Bau einer Ortsumfahrung wurde im Bundesverkehrswegeplan 2030 als vordringlicher Bedarf eingestuft. Die Landesstraße L 15 zwischen Rheinsberg und Lychen führt ebenfalls durch die Stadt.
Der Bahnhof Fürstenberg (Havel) liegt an der Berliner Nordbahn, die von Zügen der Regional-Express-Linie RE 5 Rostock / Stralsund–Oranienburg–Berlin Südkreuz im Stundentakt bedient wird. Das Empfangsgebäude befindet sich in Privatbesitz. Seit dem Frühjahr 2017 ist das Bahnhofsensemble denkmalgeschützt, wozu auch der bestehende Mittelbahnsteig gehört. Die 1996 stillgelegte Bahnstrecke Britz–Fürstenberg wurde bis 2022 teilweise als Fahrraddraisinenstrecke genutzt. Sie war damals die erste ihrer Art in Deutschland.
Der Radfernweg Berlin–Kopenhagen durchquert die Stadt auf der Strecke Bredereiche–Himmelpfort–Ravensbrück–Fürstenberg–Steinförde.
Die Stadt liegt an der Oberen Havel-Wasserstraße. Bei Himmelpfort zweigt die Nebenstrecke der Lychener Gewässer ab. Die Verbindung zur Hauptstrecke der Oberen Havel-Wasserstraße wird durch die Schleuse Himmelpfort schiffbar gehalten.

### Bildung
Die Stadt Fürstenberg/Havel ist Schulträger für die Drei-Seen-Grundschule im Stadtgebiet und die Kleine Grundschule An der Mühle im Ortsteil Bredereiche. Das nächstgelegene Gymnasium, in dem das Abitur in der 13. Klasse abgelegt werden kann, ist das Strittmatter-Gymnasium in Gransee.
Die Kulturstiftung Sibirien ist eine international tätige ethnologische Forschungseinrichtung und ein Verlag, deren Arbeit auch Bezüge zur Stadt Fürstenberg haben, z. B. die Forschung mit Zeitzeugen des KZ Ravensbrück.

## Persönlichkeiten

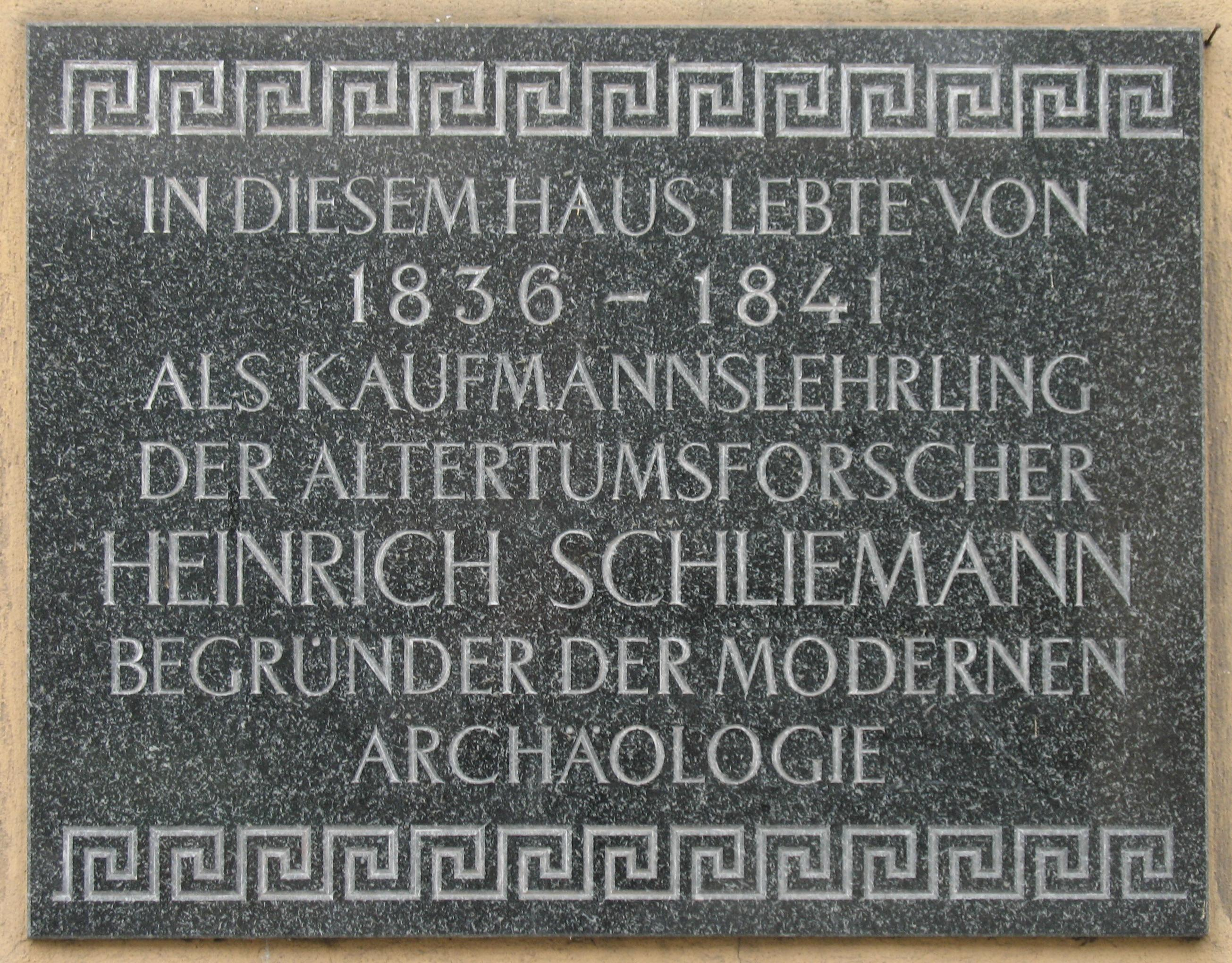
Gedenktafel für Heinrich Schliemann

### Söhne und Töchter der Stadt
- Martin Blumner (1827–1901), Komponist, Dirigent und Musiktheoretiker
- Louise Pagenkopf (1856–1922), Landschafts- und Blumenmalerin
- Otto Potzernheim (1874–1942), Opfer des Holocaust
- Walter Bartel (1904–1992), Widerstandskämpfer und Historiker
- Margarete Mewes (1914–1998), Aufseherin im Konzentrationslager
- Thomas Fahner (* 1966), Zehnkämpfer

### Mit Fürstenberg verbundene Persönlichkeiten
- Friedrich Carl Ludwig von Kardorff (1812–1870), Jurist und Politiker, Richter in Fürstenberg
- Anton Probsthan (1792–1882), Lützower Jäger, Rektor der Stadtschule Fürstenberg
- Heinrich Schliemann (1822–1890), Archäologe, 1836–1841 Lehrling in Fürstenberg
- Otto Hammann (1852–1928), Jurist und Pressereferent, starb in Fürstenberg
- Oskar Minkowski (1858–1931), Mediziner, starb in Fürstenberg
- Hans Joachim von Reitzenstein (1881–1935), Schriftsteller, starb in Fürstenberg
- Carl Ernst Hinkefuß (1881–1970), Reklamekünstler, Graphiker und Verleger, starb in Fürstenberg
- Hans Runge (1892–1964), Gynäkologe und Geburtshelfer, verbrachte Kindheit und Jugend in Fürstenberg
- Willi Schultz (1896–1961), Politiker (KPD/SED), starb in Fürstenberg
- Claus Mansfeld (1902–1973), Polizeioffizier, Mitbegründer der KPD in Fürstenberg
- Egon Wagenknecht (1908–2005), Forst- und Jagdwissenschaftler, lebte zeitweise im Gut Mühlenhof heute Forsthaus Altthymen genannt, war Schüler in Fürstenberg
- Semjon Kurkotkin (1917–1990), Marschall der Sowjetunion, Kommandeur der 2. Garde-Panzerarmee in Fürstenberg
- Lori Ludwig (1924–1986), Schriftstellerin, starb in Fürstenberg
- Lothar Kolditz (1929–2025), Chemiker, 1981–1990 Präsident des Nationalrates der Nationalen Front der DDR, starb in Fürstenberg, Ortsteil Steinförde
- Erich Kasten (* 1949), Ethnologe, lebt in Fürstenberg
- Anke Domscheit-Berg (* 1968), Politikerin, lebt in Fürstenberg
- Daniel Domscheit-Berg (* 1978), Informatiker, lebt in Fürstenberg

## Trivia
Bei Fürstenberg fiel 1862 ein 10,5 Kilogramm schwerer Meteorit vom Typ eines H4-Chondriten. Nach dem Fundort, dem Gut Menow, wurde er unter dem Namen „Menow“ registriert. Überreste der Menow-Meteoriten befinden sich in mehreren Museen der Welt, zum Beispiel in Kalkutta und London.